# Ariathisa semiluna
Ariathisa semiluna är en fjärilsart som beskrevs av George Francis Hampson 1909. Ariathisa semiluna ingår i släktet Ariathisa och familjen nattflyn. Inga underarter finns listade i Catalogue of Life.